# Lemvig (gemeente)
Lemvig is een gemeente in de Deense regio Midden-Jutland. De gemeente telt 20.291 inwoners (2017). Bij de herindeling van 2007 werd de gemeente Thyborøn-Harboøre bij Lemvig gevoegd.

## Plaatsen in de gemeente
- Nørre Nissum
- Lemvig
- Harboøre
- Klinkby
- Bonnet
- Thyborøn
- Lomborg
- Bøvlingbjerg
- Bækmarksbro
- Gudum
- Ramme

## Geboren
- Jens Christian Skou (1918-2018), scheikundige en Nobelprijswinnaar (1997)

Aarhus · Favrskov · Hedensted · Herning · Holstebro · Horsens · Ikast-Brande · Lemvig · Norddjurs · Odder · Randers · Ringkøbing-Skjern · Samsø · Silkeborg · Skanderborg · Skive · Struer · Syddjurs · Viborg
- International Standard Name Identifier: 0000 0004 0441 3523
- MusicBrainz: 1825501b-c1ef-421a-b6d3-e97d2f98cff7